# Badminton, Wales
Badminton är en community i Blaenau Gwent i Wales. Den har 3 110 invånare (2011).